# Dialektometrie

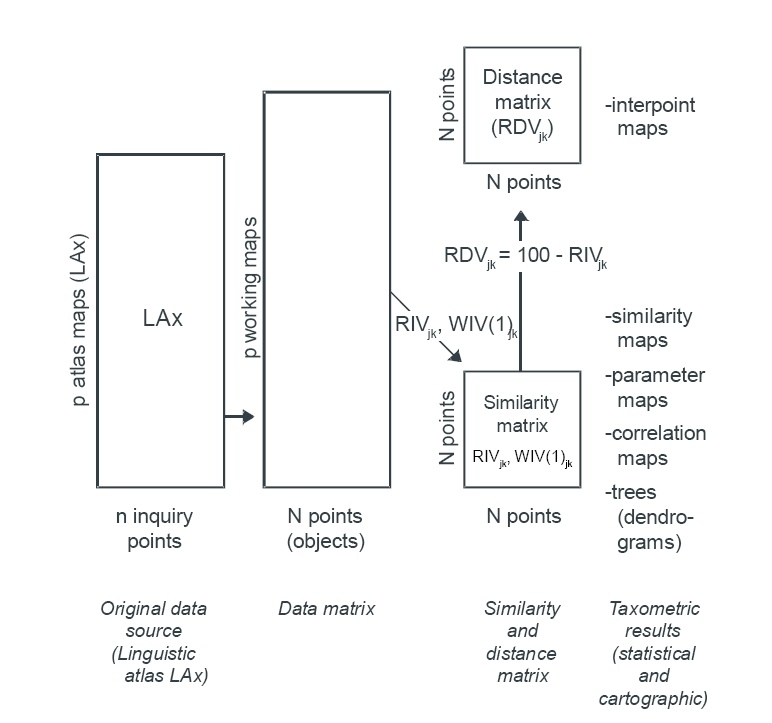
Flow chart of the dialectometrical methods used by the Salzburg school of dialectometry

Die Dialektometrie ist eine Forschungsrichtung innerhalb der Linguistik. Sie beschäftigt sich mit der Auffindung möglichst hochrangiger Ordnungsstrukturen in sprachgeographischen Netzen.
Das Forschungsinteresse richtet sich in erster Linie auf die regionale Distribution von Dialektähnlichkeiten, betrifft Dialektkerne und Übergangszonen, die durch eine mehr oder weniger geringe Dialektvarianz zwischen benachbarten Orten gekennzeichnet sind. Als empirische Datenbasis dienen Sprachatlanten, die das dialektale Profil einer großen Anzahl von Erhebungsorten minuziös dokumentieren.
Verschiedene aus der numerischen Klassifikation bekannte Verfahren werden benutzt, um aus den Daten der Sprachatlanten zugrunde liegenden Basismuster zu abstrahieren und anschließend zu visualisieren.
Als Ergebnis darf nicht eine einzige Klasseneinteilung erwartet werden. Vielmehr können durch verschiedene Verfahren jeweils andere Aspekte des gesuchten Basismusters aufgedeckt werden. Prinzipiell ist die Dialektometrie an der Vielfalt der taxometrischen Verfahren und den dazugehörigen Resultaten bzw. an den daraus erfließenden linguistischen Interpretationen interessiert.